# Pseudautomeris conjuncta
Pseudautomeris conjuncta är en fjärilsart som beskrevs av Eugène Louis Bouvier. Pseudautomeris conjuncta ingår i släktet Pseudautomeris och familjen påfågelsspinnare. Inga underarter finns listade i Catalogue of Life.